# Rogatka Olszańska w Krakowie
Rogatka Olszańska (również jak inne rogatki Krakowa zwana urzędem liniowym podatku spożywczego) – dawna rogatka w Krakowie, w dzielnicy II przy ulicy Rakowickiej 43, na Grzegórzkach.

## Historia
Budynek został wybudowany w 1911 roku, według projektu Zygmunta Ostafina, w związku z rozporządzeniem Krajowej Dyrekcji Skarbu we Lwowie z dnia 1 stycznia 1911, na mocy której została przesunięta linia akcyzowa, tak aby obejmowała nowe dzielnice. Wówczas w mieście powstało 17 nowych rogatek miejskich razem z rogatką Olszańską.
6 maja 1971 rogatka została wpisana do rejestru zabytków. Znajduje się także w gminnej ewidencji zabytków.